# Sedlec (zámek, Praha)

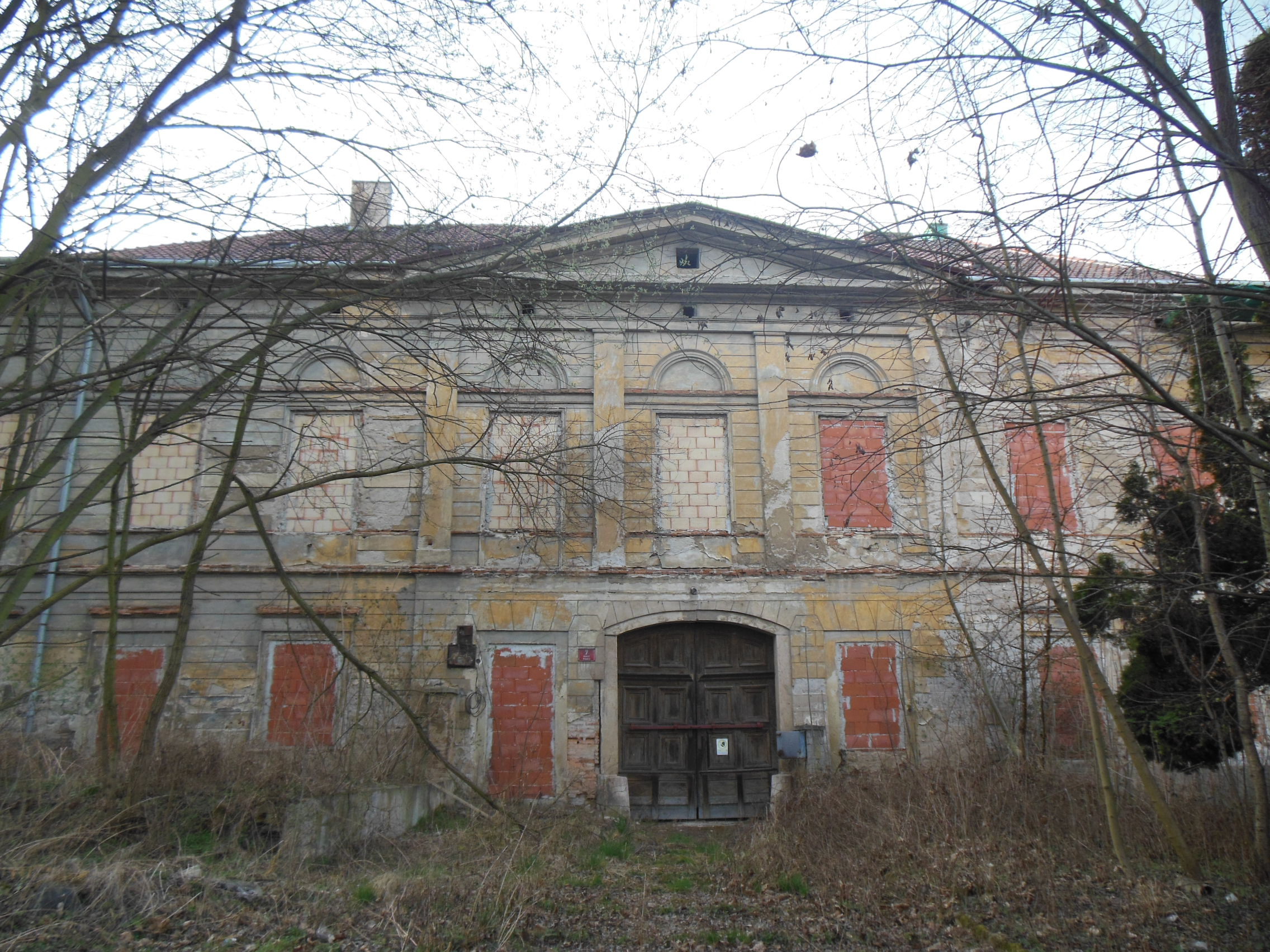
Hlavní, jižní průčelí zámku v roce 2014

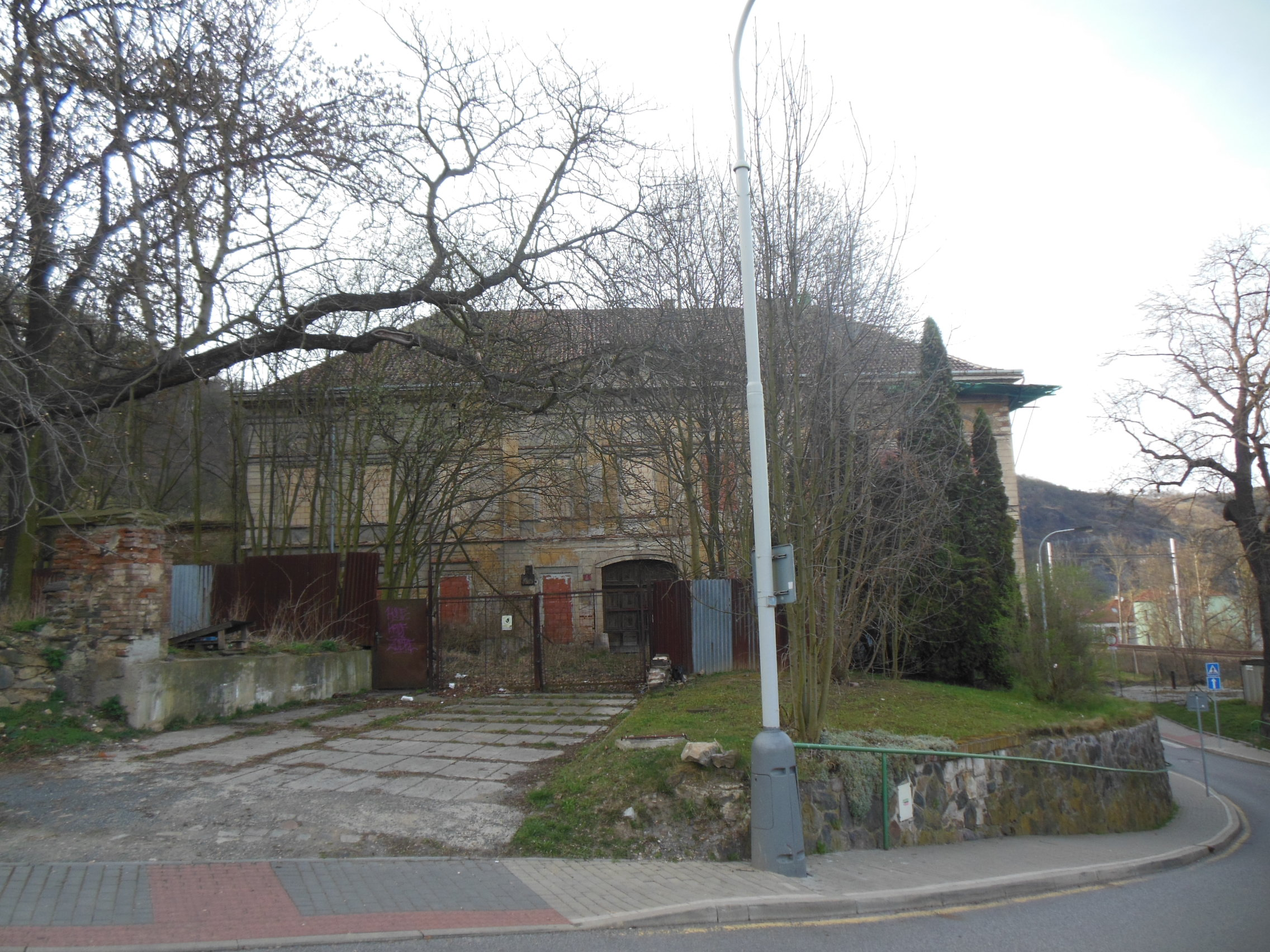
Jižní průčelí v roce 2014

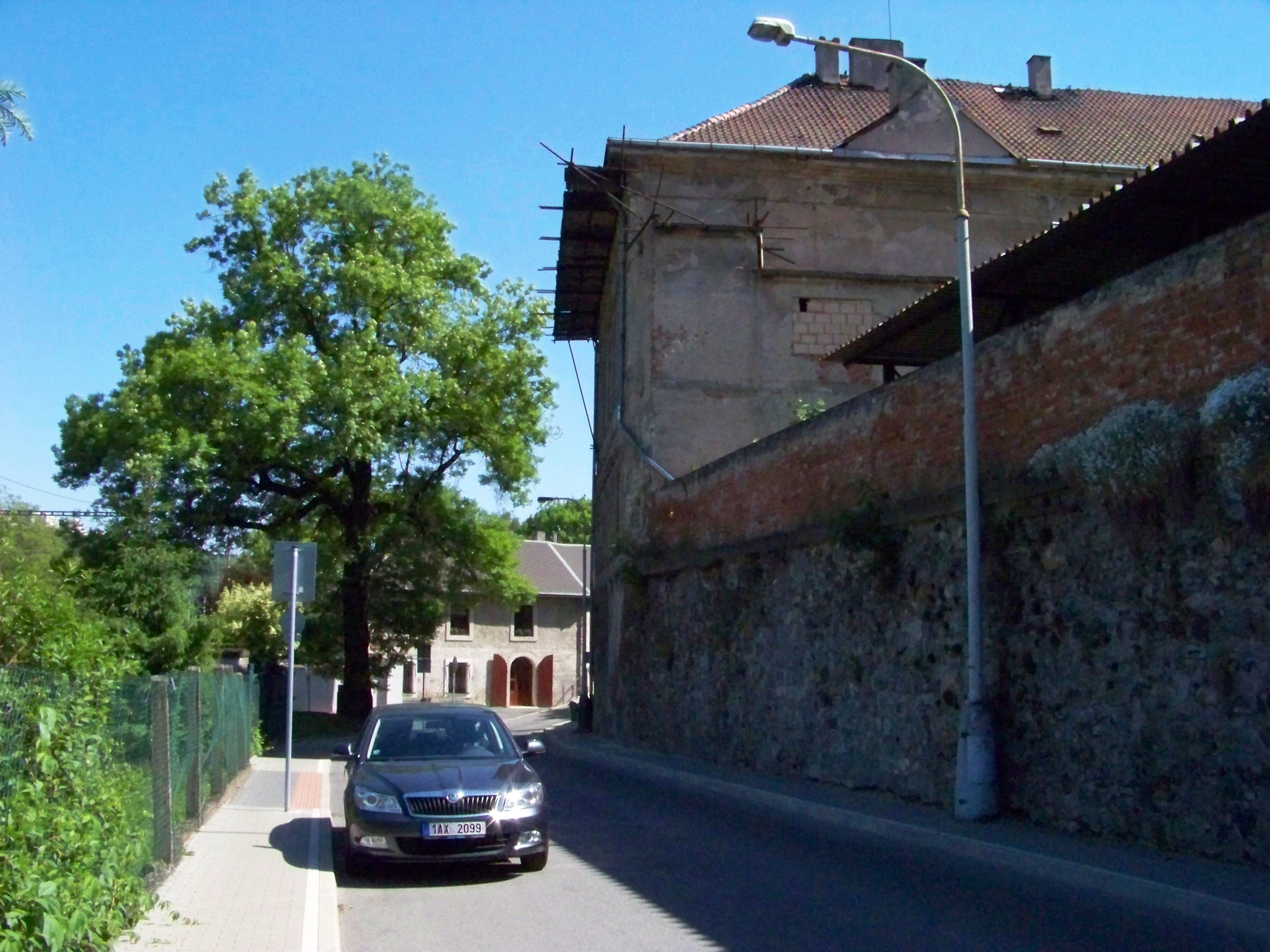
Pohled z ulice od severozápadu

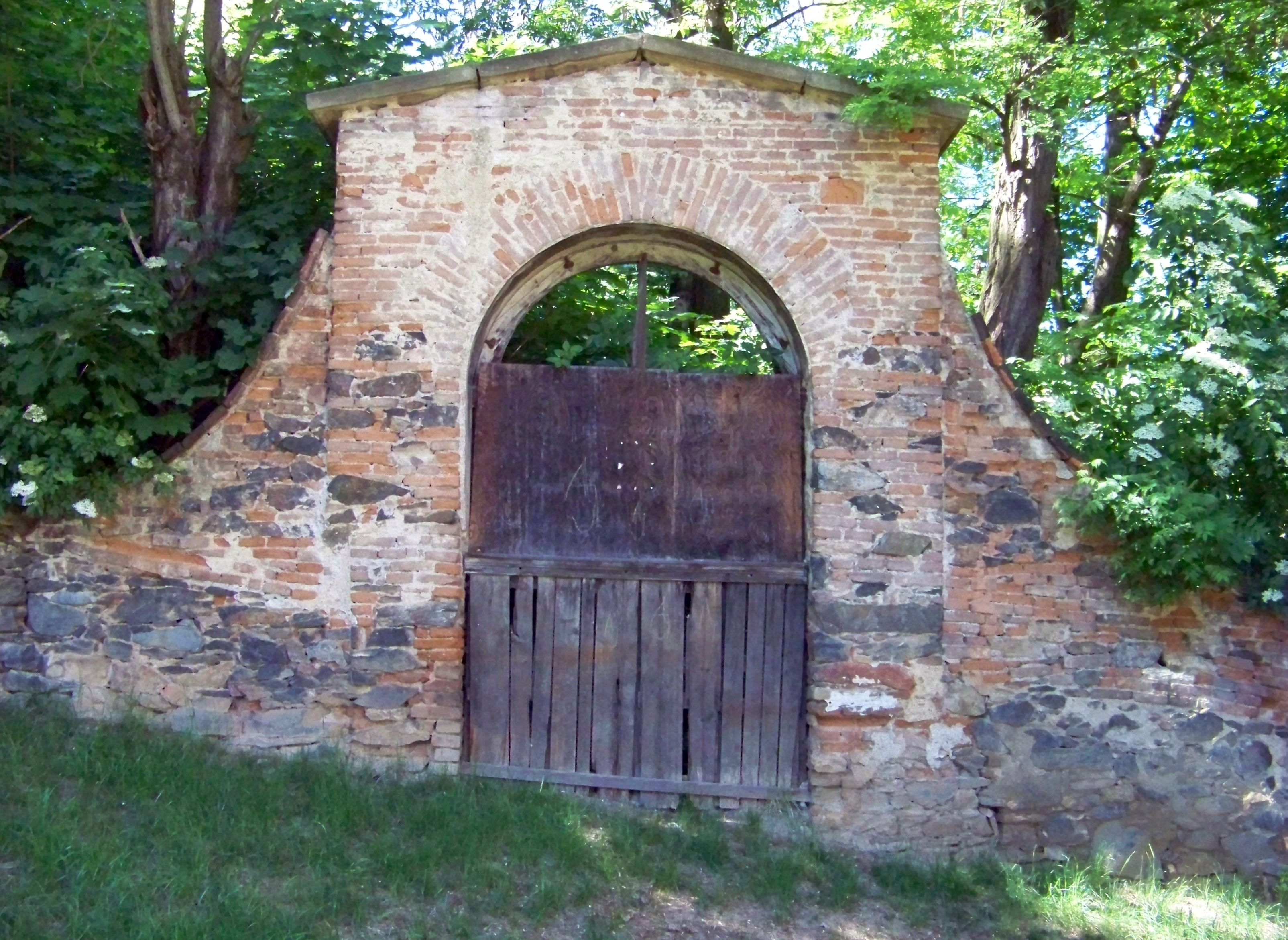
Jižní brána parku v roce 2011

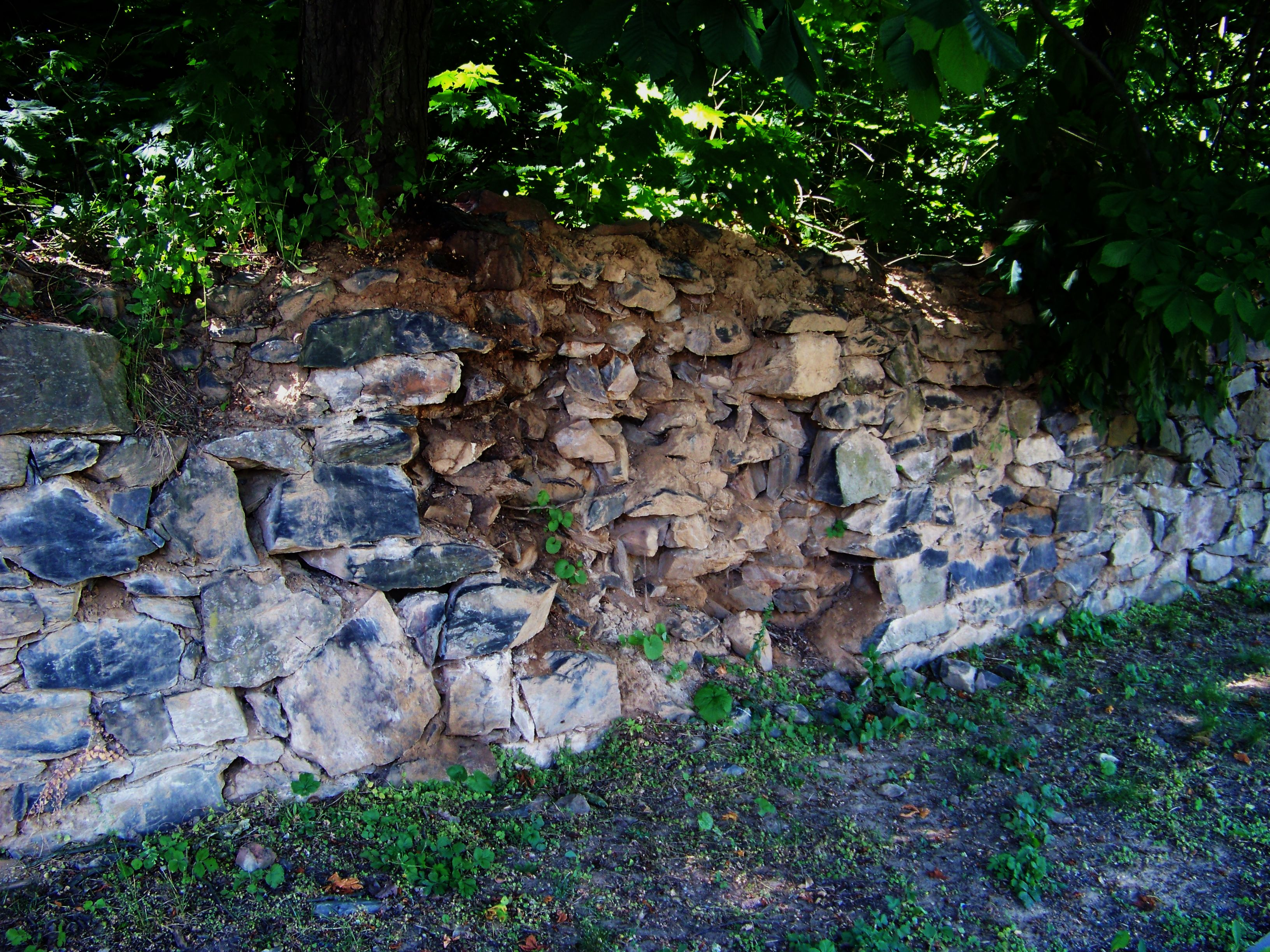
Zdivo ohradní zdi parku v roce 2011

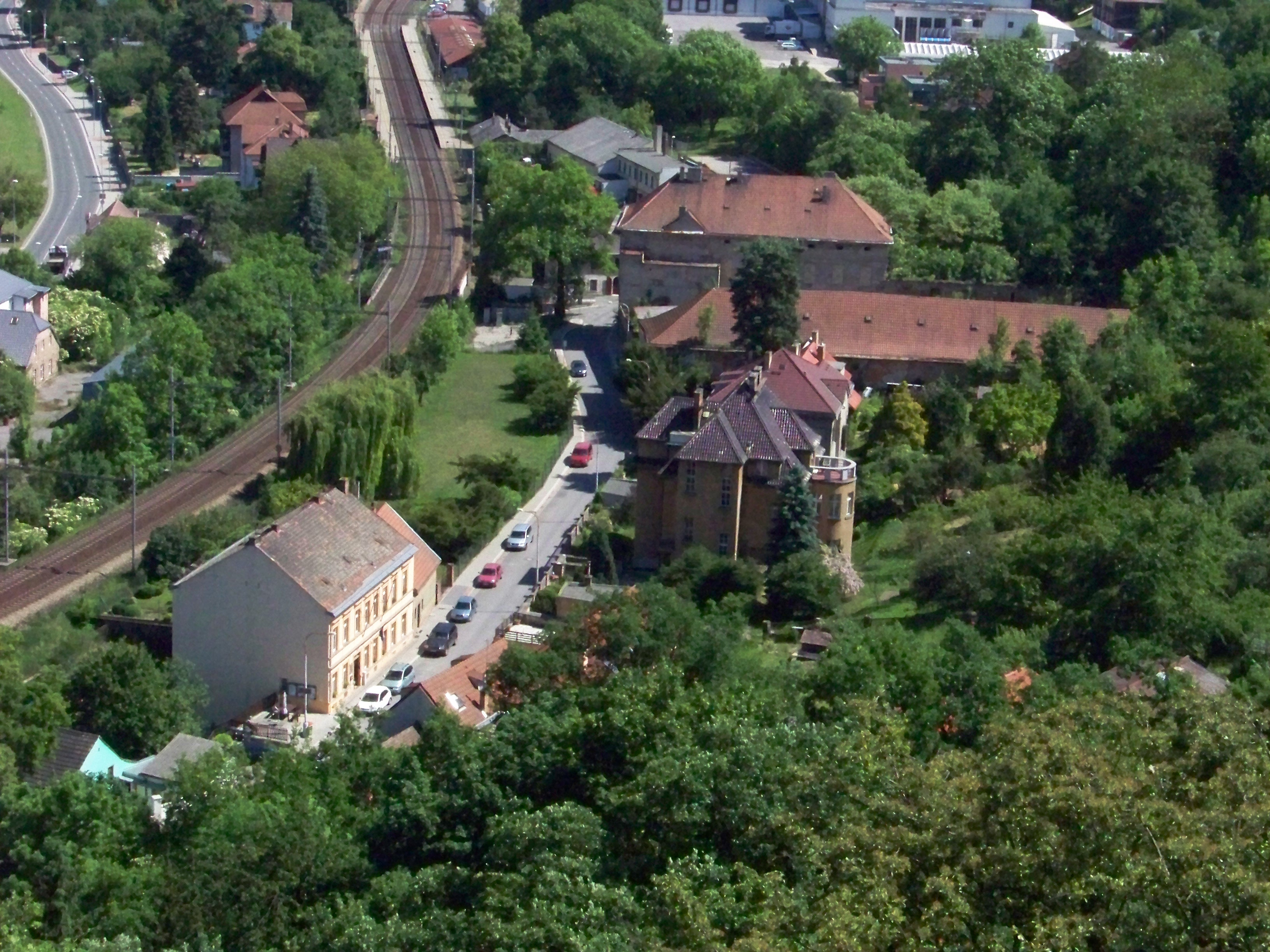
Centrum Dolního Sedlce se zámkem v pohledu ze Sedleckých skal

Zámek Sedlec v centru pražské části Sedlec, spadající od 1. ledna 2005 do městské části Praha 6, je venkovský klasicistní, resp. empírový zámeček pocházející z poloviny 19. století, resp. z 1. poloviny 19. století, dlouhodobě v zanedbaném a havarijním stavu. Stojí ve vltavském údolí při úpatí svahu, na adrese V Sedlci 7/19.

## Popis
Zámeček je patrová stavba na podélném půdorysu s delší stranou kolmou na vrstevnice. Fasáda má strohé klasicistní členění. Střední vstupní část je zvýrazněna mírným rizalitem a tympanonem. Okna jsou druhotně zazděna.
Tři hospodářské budovy jsou seskupeny okolo podélného dvora. 
K zámku přiléhá rozsáhlá zahrada obehnaná zdí s branou. Zahrada má charakter anglického parku, který je však značně zanedbán. Areál je obehnán zdí z kamenného, dnes již neomítnutého zdiva s cihlovou korunou. Ve zdi je brána s půlkruhovým vstupem, zakončená sedlovou stříškou; křídla po stranách jsou projmutá.

## Historie
Stavba měla postupně několik majitelů. Jedním z nich byla i firma Herget, patřící rodině významných pražských stavitelů, kteří provozovali na území Prahy i v jejím okolí v 18. až 20. století několik cihelen. Antonín Herget provozoval v 1. polovině 20. století také dvě cihelny v Sedlci. 
V 70. letech 20. století byl areál zámečku definitivně opuštěn a začal intenzivně chátrat.
V roce 1964 byl zámeček zapsán jako kulturní památka, původně pod názvem „čp. 7 - hospodářský dvůr se zahradou“, později byl evidován pod názvem „zámeček“.
Celý objekt je dlouhodobě neudržovaný, v havarijním stavu. Vlastníkem areálu je akciová společnost ROBY, jejímž jediným vlastníkem je od roku 2014 italská společnost ALFACOS S.R.L. z města Vittorio Veneto v Benátsku, italští občané figurovali v jejích orgánech již od jejího založení v roce 1992. Městská část Praha 6 eviduje žádost vlastníka z 25. října 2016 o závazné stanovisko k vytápění zemědělské usedlosti V Sedlci 19, instalací plynových kotlů Vaillant VU 206/5-5 o příkonech do 25 kW.

## Prehistorie
Obě Hergetovy cihelny, které ležely asi půl kilometru jižně od zámečku, se staly bohatým archeologickým nalezištěm s nálezy všech období pravěku a raného středověku. Také osídlení v okolí zámečku je na základě archeologických nálezů ze 60. let 20. století doloženo již ve 12. a 13. století. V roce 2008 referovala společnost Labrys o. p. s. o zjišťovacím archeologickém výzkumu v areálu zámečku. V pěti sondách se podařilo najít stopy středověkého osídlení, části objektů sídlištního charakteru, ze kterých pochází keramika datovaná do období 12. až 13. století. Kontinuální osídlení pak dokládá část objektu srubové konstrukce s nálezy z období pozdního středověku, z 15–16. století. Část kamenné dlažby, ze které se podařilo získat zlomky keramiky a skla z pozdního 18. století, pak patrně dokládá nejstarší fázi samotné stavby sedleckého zámečku. Byly nalezeny též kamenné štípané nástroje patrně z období mladší, resp. pozdní doby kamenné (6000–2000 př. n. l.). Na zjišťovací výzkum měl navazovat předstihový archeologický výzkum.